# Danh sách lãnh đạo tối cao của Đảng Cộng sản Trung Quốc
Trong lịch sử kể từ khi thành lập vào năm 1921 đến nay, chức danh của người đứng đầu Đảng Cộng sản Trung Quốc có nhiều lần thay đổi. Trên thực tế, có những giai đoạn người nắm quyền lãnh đạo tối cao trên thực tế lại không giữ chức vụ chính thức như Lý Lập Tam với chức vụ Ủy viên Thường vụ, Bí thư trưởng Trung ương (1929 - 1930), Mao Trạch Đông với chức vụ Chủ tịch Bộ Chính trị (1943 - 1956), Đặng Tiểu Bình với chức vụ Chủ nhiệm Ủy ban Cố vấn Trung ương (1982 - 1987).
Danh sách dưới đây danh sách các lãnh đạo tối cao thực tế của Đảng Cộng sản Trung Quốc qua các thời kỳ.
| STT | Ảnh | Họ tên           | Năm sinh - Năm mất | Thời gian nắm quyền | Ghi chú |
| --- | --- | ---------------- | ------------------ | ------------------- | --- |
| 1   |     | Trần Độc Tú      | 1879–1942          | 1921-1927           | - 1921-1922: Thư ký Trung ương Cục (Bộ Chính trị) - 1922-1925: Ủy viên trưởng BCHTƯ (Trung ương Chấp hành Ủy viên Hội) - 1925-1927: Tổng Bí thư UBTƯ (Tổng thư ký Trung ương Ủy viên Hội)                                                                                                  |
| 2   |     | Trương Quốc Đào  | 1897-1979          | 1927                | Ủy viên Bộ Chính trị (Chính trị Cục), chủ trì công tác trung ương |
| 3   |     | Cù Thu Bạch      | 1899-1935          | 1927-1928           | Ủy viên thường vụ BCT, chủ trì công tác trung ương |
| 4   |     | Hướng Trung Phát | 1880–1931          | 1928-1931           | Chủ tịch BCT, kiêm Chủ tịch Thường vụ BCT (Thường ủy Hội Chính trị Cục) |
| 5   |     | Lý Lập Tam       | 1880–1931          | 1929-1930           | - 1929: Ủy viên thường vụ BCT - 1930: Bí thư trưởng Trung ương |
| 6   |     | Vương Minh       | 1904-1974          | 1931                | Ủy viên thường vụ BCT, chủ trì công tác trung ương |
| 7   |     | Bác Cổ           | 1907–1946          | 1931-1935           | - 1931-1934: Ủy viên thường vụ BCT, chủ trì công tác trung ương - 1934-1935: Tổng Bí thư Ủy ban Trung ương |
| 8   |     | Trương Văn Thiên | 1900–1976          | 1935-1943           | Tổng Bí thư Ủy ban Trung ương (từ 1938 kiêm chức Thư ký Trung ương Thư ký Xứ) |
| 9   |     | Mao Trạch Đông   | 1893–1976          | 1943-1976           | - 1943-1956: Chủ tịch BCT - 1943-1956: Chủ tịch Ban Bí thư TƯ (Trung ương Thư ký Xứ) - 1945-1976: Chủ tịch UBTƯ (Trung ương Ủy viên Hội) |
| 10  |     | Hoa Quốc Phong   | 1921–2008          | 1976-1981           | Tháng 7 năm 1977, Hội nghị toàn thể lần thứ ba Uỷ ban Trung ương khoá 10 Đảng Cộng sản Trung Quốc tuyển cử ông Hoa Quốc Phong làm Chủ tịch Ủy ban Trung ương Đảng Cộng sản Trung Quốc. Sau Hội nghị công tác Trung ương năm 1978 quyền lực xác thực dần dần dời chuyển đến Đặng Tiểu Bình. |
| 11  |     | Đặng Tiểu Bình   | 1904–1997          | 1978-1992           | - 1956-1966: Tổng Bí thư Ban Bí thư (Tổng Thư ký Trung ương Thư ký Xứ) - 1982-1987: Chủ nhiệm Ủy ban Cố vấn Trung ương (Trung ương Cố vấn Ủy viên Hội) |
| 12  |     | Hồ Diệu Bang     | 1915–1989          | 1981-1987           | - 1980-1982: Tổng Bí thư Ban Bí thư - 1981-1982: Chủ tịch UBTƯ - 1982-1987: Tổng Bí thư UBTƯ |
| 13  |     | Triệu Tử Dương   | 1919–2005          | 1987-1989           | Tổng Bí thư UBTƯ |
| 14  |     | Giang Trạch Dân  | 1926–2022          | 1989-2002           | Tổng Bí thư UBTƯ |
| 15  |     | Hồ Cẩm Đào       | 1942–              | 2002-2012           | Tổng Bí thư UBTƯ |
| 16  |     | Tập Cận Bình     | 1953–              | 2012-               | Tổng Bí thư UBTƯ |